# Phelsuma hoeschi
Phelsuma hoeschi is een hagedis die behoort tot de gekko's. Het is een van de soorten madagaskardaggekko's uit het geslacht Phelsuma.

## Naam en indeling
De wetenschappelijke naam van de soort werd voor het eerst voorgesteld door Hans-Peter Berghof en Gerd Trautmann in 2009. De soortaanduiding hoeschi is een eerbetoon aan de Duitse Phelsuma- expert Udo Hoesch, die de soort ontdekte.

## Uiterlijke kenmerken
Phelsuma hoeschi bereikt een kopromplengte tot 3,6 centimeter en een totale lichaamslengte inclusief staart tot 8,5 cm. De hagedis heeft een groene kleur en heeft een duidelijk tekening met strepen. Het aantal schubbenrijen op het midden van het lichaam bedraagt altijd 86.

## Verspreiding en habitat
De soort komt voor in delen van Afrika en leeft endemisch in oostelijk Madagaskar. De habitat bestaat uitsluitend uit door de mens aangepaste streken, namelijk weilanden en landelijke tuinen. De soort is aangetroffen op een hoogte van 12 tot 594 meter boven zeeniveau.

## Beschermingsstatus
Door de internationale natuurbeschermingsorganisatie IUCN is de beschermingsstatus 'onzeker' toegewezen (Data Deficient of DD).